# Boophis feonnyala
Boophis feonnyala és una espècie de granota de la família dels mantèl·lids endèmica de Madagascar.